# Честные люди
*Честные люди (бел. *Сумленныя людзі) — инициатива по развитию гражданского общества в Беларуси, которая была основана с целью препятствия фальсификациям на президентских выборах 2020-го года. Организация является одним из создателей платформы «Голос» и автором акции «белых ленточек», которые впоследствие стали одним из символов протестов. После их жестокого подавления, на фоне развернувшихся в стране репрессий организация стала организатором кампаний по помощи пострадавшим. В 2021 году совместно с платформами «Зубр» и «Голос» «Честные люди» опубликовали отчёт, в котором доказали победу Светланы Тихановской в первом туре выборов. Основной состав «Честных людей» был вынужден покинуть Беларусь, но продолжает вести множество проектов по борьбе с пропагандой, развитию политической грамотности и занимается поддержкой активистов, пострадавших от преследований властями.

## История
В начале июня 2020 года штаб кандидата в президенты Беларуси Виктора Бабарико объявил о создании инициативы «Честные люди», направленной на противодействие фальсификациям. По другим сведениям, организация сформировалась стихийно. К четырём основателям проекта вскоре присоединилось множество волонтёров, к концу июля 2020 их было уже свыше 300. Волонтёры «Честных людей» помогали гражданам подать заявку на вступление в состав участковых избирательных комиссий, однако почти всем из 3000 желающих власти в итоге отказали в регистрации. После этого «Честные люди» сосредоточилась на помощи попасть в наблюдатели УИК — число подавших заявку желающих превысило 10 000. Для наблюдателей организация создала информационные памятки с инструкциями, как вести наблюдение за голосованием, документировать нарушения и т. д. Совместно с организациями «Голос» и «ZUBR.in» «Честные люди» организовали онлайн-платформы для слежения за избирательными участками и платформу «Голос» для независимого посчёта голосов Также «Честные люди» призвали белорусов приходить на участки для выборов в белых лентах и складывать бюллетень в гармошку как сигнал о требовании честных выборов.
К пятому августа 2020 года было задержано 14 независимых наблюдателей от «Честных людей», а к седьмому — свыше 37, ещё более 100 были лишены аккредитации. К тому моменту наблюдатели зафиксировали более 5 тысяч нарушений избирательного законодательства, по их подсчётам, явка была завышена вдвое.
После начала массовых протестов доклад платформы «Голос» стал одним из источников задокументированных фальсификаций на выборах.

### В эмиграции
По свидетельству руководителя «Честных людей» Елены Живоглод, основной состав организации покинул Беларусь 4 августа 2020 года. В этот день был арестован один из создателей организации Илья Шапотковский, член штаба Виктора Бабарико, который руководил верификацией подписей.
В последовавший после выборов период репрессий «Честные люди» занимались адресной помощью пострадавшим, а также запустили сервис «Скорая взаимопомощь», через которую напрямую могли взаимодействовать пострадавшие и желающие им помочь. В октябре 2020 года организация поддержала Общенациональную забастовку, объявленную Светланой Тихановской . В 2021-м совместно с платформами «Зубр» и «Голос» «Честные люди» опубликовали отчёт, в котором доказали, что в первом туре президентских выборов 2020 года явка составила 5,4 млн человек, из которых 3 млн проголосовали за Светлану Тихановскую.
В преддверии референдума по изменению конституции «Честные люди» совместно с другими представителями белорусской оппозиции в изгнании — офисом Светланы Тихановской, Координационным советом оппозиции, Народным антикризисным управлением, платформами «Зубр» и «Голос» — создали оперативный штаб демократических сил. Они предложили беларусам в день голосования прийти на избирательные участки, опустить в урну «испорченный» бюллетень, а затем регистрировать свой голос на платформе. Также оппозиция предложила свой вариант поправок в конституцию. В их проекте предлагалось преобразовать Беларусь в парламентскую республику и сузить возможности для узурпации власти одним человеком или группой лиц.
8 февраля 2022 года на территории Беларуси организация «Честные люди» была признана экстремистским формированием. По данным следствия, организация «способствовала разжиганию социальной вражды в обществе, психологическому манипулированию общественным сознанием с применением широкого комплекса политических технологий». В январе 2023 года Илье Шапотковскому предъявили обвинение в заговоре с целью захвата власти (ч. 1 ст. 357 — «Иные действия, совершенные с целью захвата государственной власти неконституционным путем»), по которому максимальный срок составляет до 12 лет лишения свободы. К тому моменту он провёл в СИЗО более 2,5 лет.
В марте 2023 года руководителя «Честных людей» Елену Живоглод избрали вице-спикером Координационного совета оппозиции.
Зимой 2023—2024 года «Честные люди» призывали к голосованию против всех в единый день голосования для местных выборов, назначенный властями на 25 февраля 2024 года.
После объявления даты президентских выборов 2025-го года «Честные люди» заявили о нелегитимности проведения голосования в условиях репрессий  и призвали ставить «Против всех кандидатов» как наименее опасный способ выражения несогласия с происходящим в стране .